# Бангладешско-индонезийские отношения

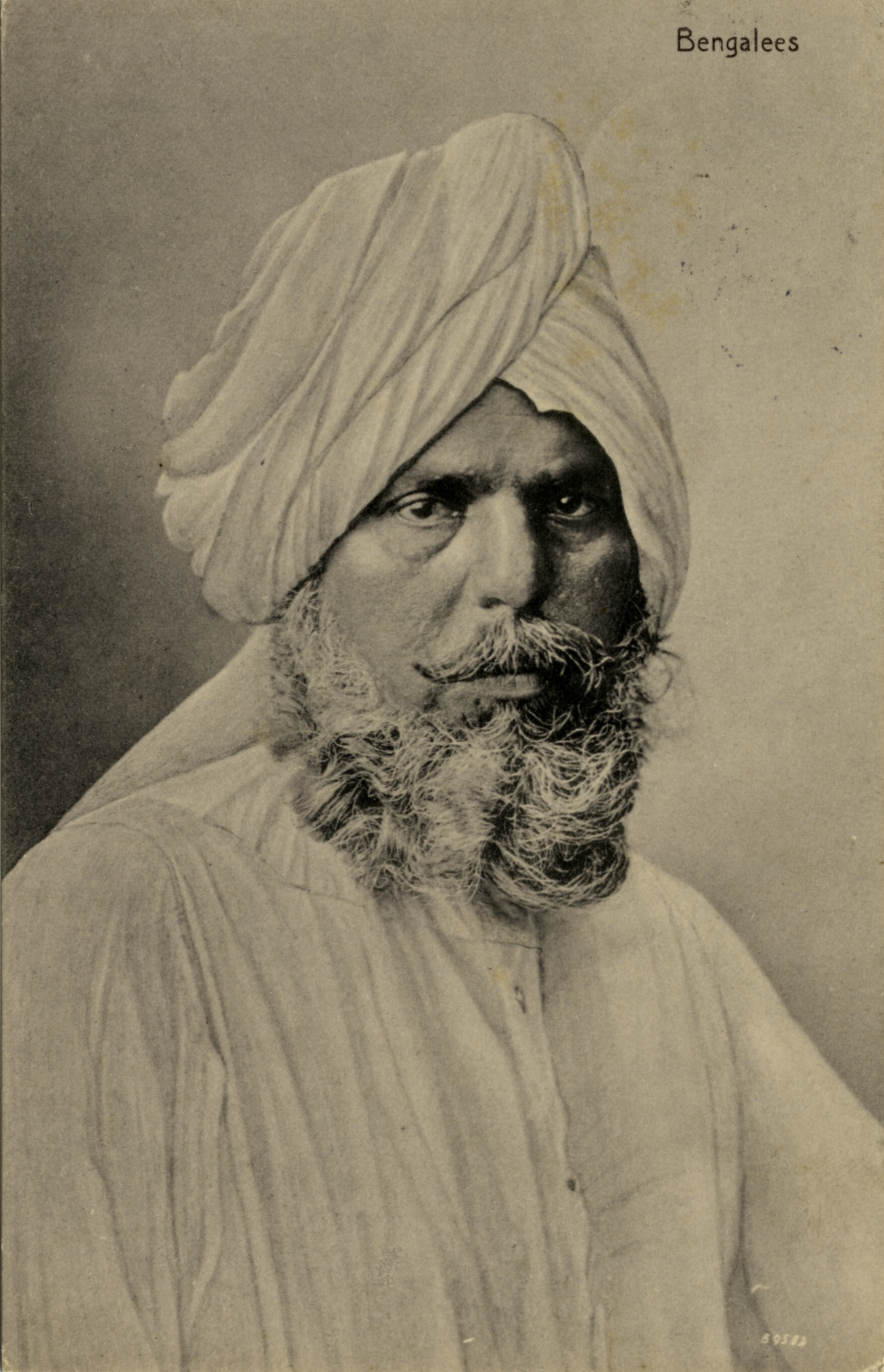
Фотография бенгальца в Медане, Суматра, начало XX века.

Бангладеш и Индонезия установили дипломатические отношения в 1971 году. Индонезия — крупнейшая мусульманская страна в мире, а Бангладеш — четвёртая по величине мусульманская страна в мире. Они являются партнёрами в Организации Объединённых Наций и различных многосторонних организациях, в частности в международных миротворческих операциях, в Восьми развивающихся странах, в Движении неприсоединения, во Всемирной торговой организации и в Организации исламского сотрудничества. У Бангладеш есть посольство в Джакарте, а у Индонезии — в Дакке. Официальные дипломатические отношения были установлены в 1972 году после того, как Индонезия стала одной из первых мусульманских стран, признавших независимый Бангладеш.

## История
Контакты между регионом Бенгальского залива и Индонезийским архипелагом начались несколько столетий назад. Индонезия и Бангладеш были связаны с торговым морским Шёлковым путём Индийского океана, по которому перемещались товары и обменивались идеями. С начала IV века Индонезия подверглась влиянию индуизма, а затем и буддизма из Южной Азии. В IX веке империя Шривиджая установила контакты посредством религиозных и образовательных отношений с буддийскими школами, монастырями и университетами в древней Индии и Бангладеш, такими как Наланда и Сомапура. По словам китайского буддийского монаха И-Цзина (635–713 гг. н. э.), который описал своё путешествие в Наланду, королевские корабли Шривиджая регулярно совершали рейсы в Бенгальский залив. Морские связи существовали между средневековым Бенгальским султанатом и королевствами Индонезийского архипелага, в частности, Суматрой, которая расположена к юго-востоку от Бенгальского залива. В старых индонезийских источниках Бенгальский залив назывался Телук Бенггала («Бенгальский залив»).
После отделения Бангладеш от Пакистана Индонезия вместе с другими неарабскими мусульманскими странами, такими как Малайзия, Турция и Афганистан, немедленно признала суверенитет Бангладеш в 1971 году. Впоследствии, вскоре после обретения независимости в 1971 году, Бангладеш установила дипломатические отношения с Индонезией, и посольство начало функционировать с мая 1972 года.

## Сотрудничество
Обе страны приветствуют инициативы по развитию двустороннего сотрудничества в различных областях, включая торговлю и инвестиции, сельское хозяйство, оборону, образование, продовольственную безопасность, надлежащее управление, борьбу с терроризмом, исследования и технологии, а также ликвидацию последствий стихийных бедствий. Также обе страны обменялись мнениями о сотрудничестве двух стран на региональных и глобальных форумах. Будучи странами с мусульманским большинством, обе страны обменялись мнениями и выразили свою обеспокоенность по поводу решения проблемы беженцев-мусульман рохинджа в соседней Мьянме. 
В конце октября 2013 года в Бангладеш и Индонезии прошли забастовки, в которых приняли участие миллионы низкооплачиваемых рабочих, требующих существенного повышения минимальной заработной платы. Semen Indonesia, крупнейший производитель цемента в стране, обдумывает планы по расширению своего бизнеса в Бангладеш, чтобы извлечь выгоду из растущего потребительского спроса в этой стране. Согласно исследованию 2010 года, Бангладеш, Индонезия и Иран были признаны странами, наиболее подверженными риску экстремальных погодных и геофизических явлений. Глобальная консалтинговая фирма Maplecroft разработала Индекс риска стихийных бедствий (NDRI), чтобы дать возможность предприятиям и страховым компаниям выявлять риски для международных активов. 

## Торговля
Индонезия подписала соглашение с фармацевтической компанией из Бангладеш об экспорте своей продукции в эту страну, где Бангладеш видит ещё один потенциальный рынок сбыта своей фармацевтической продукции. В 2017 году товарооборот между двумя странами составил 1,53 млрд долларов США.

## Дипломатия

### Послы Бангладеш в Индонезии
- Хуррам Хан Панни[англ.] (1972-1975)[13]
- Атаул Карим, А. Х. С.[англ.] (1976-1979)[13]
- Шамсул Ислам[англ.] (1979-1982)[13]
- Мойнул Хоссейн Чоудхури[англ.] (1982-1986)[13]
- Манзур Муршед (1986-1991)[13]
- А. К. М. Фарук (1991-1995)[13]
- Абдул Момен Чоудхури (1995-1996)[13]
- Зиа-ус-Шамс Чоудхури (1997-1998)[13]
- М. Афсарул Кадер (1998-2002)[13]
- Насим Фердоус[англ.] (2002-2006)[13]
- Сальма Хан (2006-2008)[13]
- Сайед Фахим Мунаим[англ.] (2008)[14]
- Голам Мохаммад (2010-2013)[13]
- Мд. Назмул Куаунин (2013-2016)[13]
- Азмал Кабир (2016-2020)[13]
- Вице-маршал авиации Мохаммад Мостафизур Рахман[англ.] (2020-наст. вр.)[15]